# Capo della polizia - direttore generale della pubblica sicurezza
Il capo della polizia - direttore generale della pubblica sicurezza in Italia è una figura facente parte dell'amministrazione della pubblica sicurezza, in particolare è il vertice della Polizia di Stato, dirige il Dipartimento della pubblica sicurezza del Ministero dell'interno e coordina l'operato di tutte le forze di polizia italiane.

## Storia
Il capo della polizia era il comandante del Corpo delle Guardie di Pubblica Sicurezza e dei funzionari civili della P.S. ed era al vertice della Direzione generale della pubblica sicurezza del Ministero dell'interno. Nel 1976 il prefetto Giuseppe Parlato fu il primo poliziotto chiamato a fare il capo della Polizia.
Con la riforma e la smilitarizzazione della polizia, avviata con la legge 1º aprile 1981, n. 121, il ruolo diviene quello di capo della Polizia di Stato e direttore generale della pubblica sicurezza, al vertice dell'omonimo dipartimento.

## Nomina
L'incarico è ricoperto da un prefetto, proveniente dai ruoli prefettizi o che ha rivestito la qualifica di dirigente generale di pubblica sicurezza. A norma dell'articolo 5 della legge 1º aprile 1981, n. 121, il capo della polizia - direttore generale della pubblica sicurezza è nominato con decreto del Presidente della Repubblica, previa deliberazione del Consiglio dei ministri, su proposta del ministro dell'interno.

## Compiti
Tra i compiti del capo della polizia vi è quello di gestire il Corpo sotto il profilo burocratico, garantirne il buon andamento, rappresentare l'Istituzione presso il capo dello Stato, il governo e altri organi costituzionali italiani o esteri.
Dirige il dipartimento della Pubblica sicurezza e coordina, dal punto di vista tecnico-operativo, le forze di polizia italiane; presenzia inoltre alle cerimonie di giuramento degli allievi commissari, ispettori e agenti, nonché alle celebrazioni degli anniversari e le feste del Corpo.

### Vice direttori generali
Per ottemperare alle proprie funzioni viene coadiuvato da tre vicecapi, anch'essi provenienti dal Corpo prefettizio.
Per il vice capo - vicario è anche prescritta l'avvenuta appartenenza, prima dell'accesso alla carriera prefettizia, alla Polizia di Stato.
- Vice Direttore generale con funzioni vicarie; è da considerarsi il primo dei tre vice ed è responsabile della sostituzione del capo in caso di impedimento, oltre a esserne il più stretto collaboratore.
- Vice Direttore generale - Direttore Centrale Polizia Criminale; dirige tutte le attività di indagine e di polizia criminale e giudiziaria.
- Vice Direttore generale per l'attività di coordinamento e pianificazione; specializzato nel coordinamento tra i vari corpi specialistici e nelle attività del Ministero dell'interno.

## Ruolo
Il capo della Polizia dirige la Polizia di Stato ed è contemporaneamente il responsabile del Dipartimento della pubblica sicurezza del Ministero dell'interno, attraverso il quale coordina l'azione di tutte le forze di polizia (oltre alla Polizia di Stato, l'Arma dei Carabinieri, la Guardia di Finanza e la Polizia Penitenziaria).
A lui rispondono direttamente:
- Segreteria del dipartimento della Pubblica sicurezza[4]
- Direzione centrale dell'immigrazione e della polizia delle frontiere
- Direzione centrale per le risorse umane
- Direzione centrale di sanità
- Direzione centrale per gli istituti di istruzione
- Direzione centrale per i servizi tecno-logistici e della gestione patrimoniale
- Direzione centrale per i servizi di ragioneria
- Ufficio centrale interforze per la sicurezza personale
- Scuola di perfezionamento per le forze di polizia
- Scuola superiore di polizia

Attraverso il vice direttore generale - direttore centrale della polizia criminale:
- Direzione centrale della polizia criminale
- Ufficio per il coordinamento e la pianificazione delle forze di polizia
- Ufficio centrale ispettivo
- Direzione centrale anticrimine della Polizia di Stato
- Direzione centrale per i servizi antidroga
- Direzione investigativa antimafia
- Direzione centrale per gli affari generali della Polizia di Stato
- Direzione centrale della polizia di prevenzione
- Direzione centrale per la polizia stradale, ferroviaria, delle comunicazioni e per i reparti speciali della Polizia di Stato.

## Cronotassi dei capi della polizia

### Regno d'Italia
1. Luigi Berti dal 16 maggio 1878 al 16 dicembre 1878
2. Ferdinando Ramognini dal 16 gennaio 1879 al 14 ottobre 1879
3. Giovanni Bolis dal 14 agosto 1879 al 31 dicembre 1883
4. Ottavio Lovera di Maria dal 31 dicembre 1883 al 29 ottobre 1885
5. Bartolomeo Casalis dal 29 ottobre 1885 al 16 aprile 1887
6. Luigi Berti dal 10 luglio 1887 al 29 ottobre 1890
7. Ferdinando Ramognini dal 1º dicembre 1890 al 1º ottobre 1893
8. Giuseppe Sensales dal 1º ottobre 1893 al 7 aprile 1896
9. Giovanni Alfazio dal 7 aprile 1896 al 1º agosto 1898
10. Francesco Leonardi dal 1º agosto 1898 al 23 febbraio 1911
11. Giacomo Vigliani dal 1º febbraio 1911 al 29 settembre 1917
12. Giuseppe Sorge dal 29 settembre 1917 al 10 marzo 1919
13. Riccardo Zoccoletti dal 10 marzo 1919 al 1º luglio 1919
14. Vincenzo Quaranta dal 1º luglio 1919 al 19 giugno 1920
15. Giacomo Vigliani dal 19 giugno 1920 al 14 luglio 1921
16. Corrado Bonfanti Linares dal 14 luglio 1921 al 1º marzo 1922
17. Giacomo Vigliani dal 2 marzo 1922 al 7 agosto 1922
18. Raffaele Gasbarri dall'8 agosto 1922 all'11 novembre 1922
19. Emilio De Bono dall'11 novembre 1922 al 16 giugno 1924
20. Francesco Crispo Moncada dal 17 giugno 1924 al 13 settembre 1926
21. Arturo Bocchini dal 13 settembre 1926 al 20 novembre 1940 (deceduto)
22. Carmine Senise dal 20 novembre 1940 al 15 aprile 1943
23. Lorenzo Chierici (gen. MVSN) dal 16 aprile 1943 al 25 luglio 1943
24. Carmine Senise dal 26 luglio 1943 al 23 settembre 1943
25. Tullio Tamburini (MVSN) dal 1º ottobre 1943 all'aprile 1944
26. Eugenio Cerruti (MVSN) dall'aprile 1944 all'ottobre 1944
27. Renzo Montagna dal 6 ottobre 1944 al 25 aprile 1945
28. Giuseppe Solimena (regg.) dal 15 aprile 1944 al 15 agosto 1944
29. Luigi Ferrari dal 16 agosto 1944 al 10 giugno 1946

### Repubblica Italiana
1. Luigi Ferrari dal 10 giugno 1946 al 12 settembre 1948
2. Giovanni D'Antoni dal 12 settembre 1948 al 20 settembre 1952
3. Tommaso Pavone dal 20 settembre 1952 all'11 marzo 1954
4. Giovanni Carcaterra dal 22 marzo 1954 al 10 ottobre 1960
5. Angelo Vicari dal 10 ottobre 1960 al 28 gennaio 1973
6. Efisio Zanda Loy dal 2 febbraio 1973 al 4 giugno 1975
7. Giorgio Menichini dal 5 giugno 1975 al 19 novembre 1976
8. Giuseppe Parlato dal 20 novembre 1976 al 19 gennaio 1979
9. Giovanni Rinaldo Coronas dal 19 gennaio 1979 al 27 aprile 1984
10. Giuseppe Porpora dal 27 aprile 1984 al 22 gennaio 1987
11. Vincenzo Parisi dal 22 gennaio 1987 al 27 agosto 1994
12. Fernando Masone dal 27 agosto 1994 al 31 maggio 2000
13. Gianni De Gennaro dal 1º giugno 2000 al 2 luglio 2007
14. Antonio Manganelli dal 2 luglio 2007 al 20 marzo 2013 (deceduto)[5]
  - Alessandro Marangoni (facente funzione) dal 20 marzo 2013 al 31 maggio 2013
15. Alessandro Pansa dal 31 maggio 2013 al 29 aprile 2016
16. Franco Gabrielli dal 29 aprile 2016 al 28 febbraio 2021 
  - Maria Luisa Pellizzari (facente funzione) dal 1º marzo 2021 al 4 marzo 2021
17. Lamberto Giannini dal 4 marzo 2021 all'11 maggio 2023
18. Vittorio Pisani dall'11 maggio 2023